# 入谷村
入谷村（いりやむら）は、昭和30年（1955年）まで宮城県本吉郡の南東部にあった村。現在の南三陸町入谷にあたる。

## 沿革
- 明治22年（1889年）4月1日 - 町村制施行にともない、旧来の入谷村単独で村制施行。
- 昭和30年（1955年）3月1日 - 志津川町・戸倉村と合併し、新制の志津川町となる。

## 行政

### 歴代村長
| 代 | 氏名       | 就任                       | 退任                       | 備考 |
| -- | ---------- | -------------------------- | -------------------------- | ---- |
| 1  | 須藤俊景   | 明治22年（1889年）4月      | 不詳                       |      |
| 2  | 荒砥武昭   | 不詳                       | 不詳                       |      |
| 3  | 山内武治郎 | 明治31年（1898年）4月      | 不詳                       |      |
| 4  | 山内千代治 | 明治36年（1903年）4月14日  | 明治39年（1906年）10月24日 |      |
| 5  | 須藤亀代治 | 明治39年（1906年）12月4日  | 明治40年（1907年）6月22日  |      |
| 6  | 須藤俊景   | 明治40年（1907年）6月23日  | 明治41年（1908年）5月10日  | 再任 |
| 7  | 山内惣作   | 明治42年（1909年）4月20日  | 大正7年（1918年）6月18日   |      |
| 8  | 須藤俊光   | 大正7年（1918年）7月19日   | 昭和8年（1933年）5月4日    |      |
| 9  | 首藤内蔵治 | 昭和8年（1933年）7月3日    | 昭和20年（1945年）11月16日 |      |
| 10 | 首藤登     | 昭和20年（1945年）12月14日 | 昭和21年（1946年）11月30日 |      |
| 11 | 松野孝一   | 昭和22年（1947年）4月5日   | 昭和22年（1947年）7月16日  |      |
| 12 | 須藤安     | 昭和23年（1948年）2月16日  | 昭和30年（1955年）2月28日  |      |